# Batalla de Cuauhtémoc
La batalla de Cuauhtémoc tuvo lugar el 2 de febrero de 1865 en las inmediaciones del antes conocido pueblo de Guatimotzin, hoy conocido como Cuauhtémoc, en el estado de Colima, México, entre elementos del ejército mexicano de la república, al mando del jefe Simón Gutiérrez conocido como "La Simona" que habían formado su tropa con soldados partidarios que quedaron en Colima después de que Ramón R. De la Vega declarara a Colima en estado de sitio y entregara el gobierno al coronel Julio García y tropas francesas al servicio del Segundo Imperio Mexicano comandadas por el general Carlos Oronoz compuestas de soldados franceses y conservadores mexicanos durante la Segunda Intervención Francesa en México: el resultado fue una victoria imperialista que no causó un gran impacto en la historia nacional.